# Socarnopsis dissimulantia
Socarnopsis dissimulantia is een vlokreeftensoort uit de familie van de Lysianassidae. De wetenschappelijke naam van de soort is voor het eerst geldig gepubliceerd in 1969 door Imbach.